# 폴리힘니아

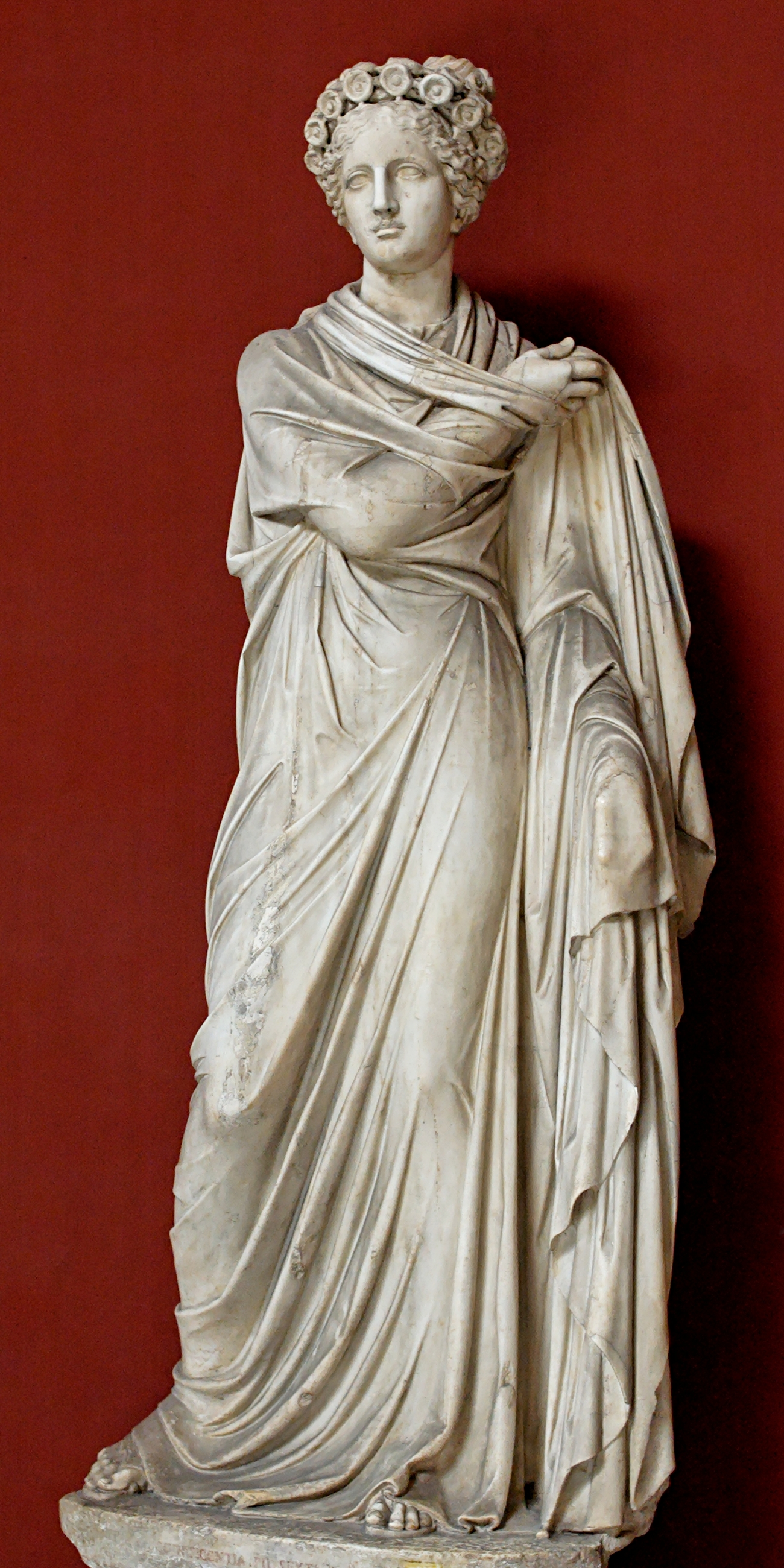
폴리힘니아, 찬가의 무사.

폴리힘니아(Polyhymnia, 많은 노래)는 그리스 신화에 나오는 무사의 하나로 찬가와 무악, 웅변을 맡고 있는 여신이다. 농업과 무언극의 무사이기도 하다. 매우 과묵한 성격의 무사로 항상 깊은 생각에 빠진 채 명상에 잠겨있다. 긴 외투와 베일을 입고 있으며, 입에 손가락을 대고 팔꿈치를 기둥에 대고 있는 모습으로 묘사된다. 불멸의 명성을 얻고자 하는 작가들에게 명성을 가져다 주며, 기하학과 무언극, 명상과 농업의 무사로도 신임을 받는다. 뉴올리언스에는 에우테르페와 우라니아 스트리트 사이에 폴리힘니아 스트리트가 있다.

## 같이 보기
- 디오도로스 시켈로스